# San Miguel Oeste (El Salvador)
San Miguel Oeste es uno de los 44 municipios de El Salvador ubicado en la región occidental del departamento de San Miguel, en El Salvador. Con una extensión de 321,06 km² y una población estimada de 102.805 habitantes, se caracteriza por su diversidad geográfica y cultural. El municipio se organiza en seis distritos: Lolotique, Nueva Guadalupe, Chinameca, San Jorge, San Rafael Oriente, El Tránsito.
Esta entidad combina áreas de producción agrícola con zonas de relieve variado, lo que favorece tanto el desarrollo de actividades agropecuarias como el crecimiento de pequeños centros urbanos. La riqueza cultural de San Miguel Oeste se refleja en sus festividades locales, tradiciones y en la convivencia de comunidades que preservan prácticas ancestrales, al tiempo que se orientan hacia el desarrollo y modernización de sus infraestructuras.

## Historia
El municipio de San Miguel Oeste, conformado por los distritos de Lolotique, Nueva Guadalupe, Chinameca, San Jorge, San Rafael Oriente y El Tránsito, posee una historia marcada por la evolución de sus comunidades desde la época colonial hasta su consolidación administrativa en el siglo XXI.
Chinameca destaca por su relevancia histórica. La conquista de este territorio y de las comunidades indígenas circundantes fue emprendida por colonos de la villa de San Salvador a principios de 1529. El nombre "Chinameca" proviene del náhuatl y alude a los "ausoles" o fumarolas de la Sierra de Chinameca, como Chambolo, Loma Alta y El Hervidero, que han estado en constante actividad. En 1549, Chinameca contaba con aproximadamente 600 habitantes. Durante el período colonial, fue reconocido como un pueblo de importancia, y en 1874, debido a su desarrollo económico y social, se le otorgó el título de ciudad. Posteriormente, en 2023, se convirtió en un distrito dentro del municipio de San Miguel Oeste.
Por otro lado, San Jorge, Nueva Guadalupe, San Rafael Oriente y El Tránsito surgieron como pequeños poblados rurales durante el siglo XIX, y fue hasta finales de ese siglo cuando fueron nombrados municipios mediante decretos legislativos, consolidando su organización política y administrativa dentro del departamento de San Miguel.
Lolotique ha sido parte de importantes iniciativas de desarrollo regional. Junto con Nueva Guadalupe y Chinameca, integró la microrregión Valle La Esperanza, una asociación intermunicipal que buscaba promover el desarrollo sostenible en la zona.
La creación del municipio de San Miguel Oeste en 2023, como parte de una reestructuración territorial, unificó estos distritos bajo una sola administración. Esta reorganización tuvo como objetivo mejorar la gestión local y promover un desarrollo más equilibrado en la región oriental del país.

## Educación
El municipio de San Miguel Oeste cuenta con un total de 104 centros educativos distribuidos en sus seis distritos, ofreciendo educación desde el nivel parvulario hasta la educación media, según datos del Ministerio de Educación. 
A pesar de contar con una infraestructura educativa relativamente amplia en la enseñanza básica y media, el municipio no dispone de ninguna institución de educación superior. Debido a esto, los estudiantes que desean continuar sus estudios universitarios deben trasladarse a municipios cercanos como San Miguel Centro, que alberga universidades como la Universidad de El Salvador, la Universidad de Oriente y la Universidad Capitán General Gerardo Barrios, entre otras. Asimismo, algunos estudiantes optan por desplazarse a Usulután Este, donde se ubica la sede regional de la Universidad Capitán General Gerardo Barrios.
Esta situación implica un desafío para la accesibilidad y continuidad educativa de los jóvenes de San Miguel Oeste, quienes deben enfrentar costos adicionales de transporte y tiempo de desplazamiento para poder cursar estudios universitarios.

## Infraestructura

### Infraestructura vial[6]
El municipio de San Miguel Oeste cuenta con una infraestructura en desarrollo, donde la conectividad vial representa un desafío significativo debido a la disposición geográfica de sus seis distritos y la falta de una carretera central que los una eficientemente. El municipio está atravesado por importantes carreteras nacionales, aunque su distribución no favorece una conexión directa entre todos los distritos.
- La carretera CA01E cruza de este a oeste la zona norte del municipio, pasando por Nueva Guadalupe y Lolotique. Sin embargo, su función principal es la conexión interdepartamental, por lo que no facilita la integración interna del municipio.
- La calle SAM06N conecta a Lolotique con la CA01E, proporcionando acceso a esta vía principal.
- La calle SAM25W une la CA01E con Nueva Guadalupe y continúa hacia el distrito vecino de San Buenaventura (Usulután Norte).
- La calle SAM04S permite el acceso entre Nueva Guadalupe y Chinameca, pero desde este último hacia San Jorge, la única conexión es un camino rural sin pavimentar (SAM23S), lo que dificulta el tránsito entre estos distritos.
- La calle RN16S atraviesa los distritos de San Jorge, San Rafael Oriente y El Tránsito, facilitando la conectividad en la parte sur del municipio.
- La carretera CA02E pasa por la zona sur de El Tránsito, siendo una ruta clave que conecta Usulután con San Miguel.

#### Desafíos de conectividad
Debido a su ubicación geográfica, los distritos están organizados en una línea de norte a sur en la siguiente secuencia: Lolotique, Nueva Guadalupe, Chinameca, San Jorge, San Rafael Oriente y El Tránsito. Esta disposición genera dos zonas bien conectadas internamente, pero con dificultades entre ellas:
- La zona norte (Lolotique, Nueva Guadalupe y Chinameca) cuenta con acceso vial fluido entre sus distritos.
- La zona sur (San Jorge, San Rafael Oriente y El Tránsito) está bien conectada gracias a la RN16S.

El mayor problema de conectividad ocurre entre Chinameca y San Jorge, ya que solo cuentan con el camino rural SAM23S. Para evitar esta ruta, los habitantes deben recorrer un trayecto mucho más largo: desplazarse desde San Jorge hasta la CA01E a través de la RN16S, y luego conducir hasta la SAM25W para finalmente llegar a Chinameca.

#### Otras infraestructuras
A nivel de infraestructura urbana, los cascos urbanos de los distritos cuentan con servicios básicos como electricidad, agua potable y acceso a telecomunicaciones, aunque con diferencias en calidad y cobertura. El municipio no cuenta con un hospital de gran envergadura, por lo que los habitantes deben trasladarse a San Miguel Centro para recibir atención médica especializada.